# Jouy-sur-Morin
Jouy-sur-Morin és un municipi francès, situat al departament de Sena i Marne i a la regió de Illa de França. L'any 2007 tenia 1.999 habitants.
Forma part del cantó de Coulommiers, del districte de Provins i de la Comunitat de comunes dels Deux Morin.

## Demografia

### Població
El 2007 la població de fet de Jouy-sur-Morin era de 1.999 persones. Hi havia 784 famílies, de les quals 200 eren unipersonals (96 homes vivint sols i 104 dones vivint soles), 248 parelles sense fills, 276 parelles amb fills i 60 famílies monoparentals amb fills.
La població ha evolucionat segons el següent gràfic:
Habitants censats

### Habitatges
El 2007 hi havia 956 habitatges, 798 eren l'habitatge principal de la família, 81 eren segones residències i 78 estaven desocupats. 818 eren cases i 127 eren apartaments. Dels 798 habitatges principals, 633 estaven ocupats pels seus propietaris, 151 estaven llogats i ocupats pels llogaters i 14 estaven cedits a títol gratuït; 9 tenien una cambra, 66 en tenien dues, 163 en tenien tres, 228 en tenien quatre i 332 en tenien cinc o més. 609 habitatges disposaven pel capbaix d'una plaça de pàrquing. A 390 habitatges hi havia un automòbil i a 317 n'hi havia dos o més.

### Piràmide de població
La piràmide de població per edats i sexe el 2009 era:
| Homes | Edats   | Dones |
| ----- | ------- | ----- |
| 0     | 95 o +  | 0     |
| 4     | 90 a 94 | 26    |
| 7     | 85 a 89 | 8     |
| 3     | 80 a 84 | 21    |
| 21    | 75 a 79 | 34    |
| 47    | 70 a 74 | 36    |
| 71    | 65 a 69 | 61    |
| 55    | 60 a 64 | 68    |
| 37    | 55 a 59 | 39    |
| 58    | 50 a 54 | 60    |
| 68    | 45 a 49 | 51    |
| 62    | 40 a 44 | 56    |
| 79    | 35 a 39 | 64    |
| 61    | 30 a 34 | 86    |
| 45    | 25 a 29 | 51    |
| 43    | 20 a 24 | 38    |
| 59    | 15 a 19 | 44    |
| 63    | 10 a 14 | 68    |
| 67    | 5 a 9   | 73    |
| 50    | 0 a 4   | 21    |

## Economia
El 2007 la població en edat de treballar era de 1.256 persones, 901 eren actives i 355 eren inactives. De les 901 persones actives 800 estaven ocupades (456 homes i 344 dones) i 101 estaven aturades (42 homes i 59 dones). De les 355 persones inactives 110 estaven jubilades, 115 estaven estudiant i 130 estaven classificades com a «altres inactius».

### Ingressos
El 2009 a Jouy-sur-Morin hi havia 835 unitats fiscals que integraven 2.118,5 persones, la mediana anual d'ingressos fiscals per persona era de 18.852 €.

### Activitats econòmiques
Dels 57 establiments que hi havia el 2007, 1 era d'una empresa extractiva, 1 d'una empresa alimentària, 1 d'una empresa de fabricació de material elèctric, 4 d'empreses de fabricació d'altres productes industrials, 11 d'empreses de construcció, 17 d'empreses de comerç i reparació d'automòbils, 1 d'una empresa de transport, 4 d'empreses d'hostatgeria i restauració, 4 d'empreses financeres, 3 d'empreses immobiliàries, 3 d'empreses de serveis, 3 d'entitats de l'administració pública i 4 d'empreses classificades com a «altres activitats de serveis».
Dels 19 establiments de servei als particulars que hi havia el 2009, 1 era una oficina de correu, 4 tallers de reparació d'automòbils i de material agrícola, 1 paleta, 1 guixaire pintor, 2 fusteries, 5 lampisteries, 1 electricista, 2 perruqueries, 1 restaurant i 1 agència immobiliària.
Dels 3 establiments comercials que hi havia el 2009, 1 era una botiga de més de 120 m², 1 una botiga de menys de 120 m² i 1 una fleca.
L'any 2000 a Jouy-sur-Morin hi havia 14 explotacions agrícoles que ocupaven un total de 1.220 hectàrees.

## Equipaments sanitaris i escolars
L'únic equipament sanitari que hi havia el 2009 era una farmàcia.
El 2009 hi havia 2 escoles elementals.

## Poblacions més properes
El següent diagrama mostra les poblacions més properes.